# مقاطعة لاه-توه
كانت مقاطعة لاه-توه مقاطعة في أقليم أيداهو (1864-1867).
تم إنشاء مقاطعة لاه-توه من قبل الهيئة التشريعية لأقليم أيداهو في عام 1864، حيث كان يقع مقر المقاطعة في كويور دي أليني. تم إلغاء المقاطعة في عام 1867، على الرغم من أن المصادر تختلف عما إذا تم استيعاب المنطقة في مقاطعة نيز بيرس 
أعيد تأسيس المقاطعة في عام 1888 مع حدود مختلفة بأسم مقاطعة لاتاه.